# Jafa an-Naserija
Jafa an-Naserija - doslova Nazaretská Jaffa - pro odlišení od města Jaffa, v hebrejské variantě Jafija, Jafa nebo Jafi (hebrejsky יָפִיעַ nebo יָפָא, arabsky يافة الناصره, anglicky Yafa an-Naseriyye, v oficiálním přepisu do angličtiny Yafi) je místní rada (malé město) v Izraeli, v Severním distriktu.

## Geografie
Leží v Dolní Galileji, v nadmořské výšce 319 metrů na západním okraji aglomerace města Nazaret, v pohoří Harej Nacrat (Nazaretské hory). Jižně od města spadá terén prudce do Jizre'elského údolí. Na západní straně stoupají částečně zalesněné svahy hor Giv'at Jif'a, Har Bahran a Har Cameret.
Město se nachází cca 85 kilometrů severovýchodně od centra Tel Avivu a cca 30 kilometrů jihovýchodně od centra Haify, v hustě osídlené aglomeraci města Nazaret, přičemž osídlení v tomto regionu je etnicky smíšené. Vlastní Jafa an-Naserija obývají izraelští Arabové. Mnoho dalších měst v aglomeraci Nazaretu má arabský charakter. Jiná jsou židovská (Nazaret Illit, Migdal ha-Emek). Město je na dopravní síť napojeno pomocí dálnice číslo 75 a dalších lokálních komunikací v rámci nazaretské aglomerace.

## Dějiny

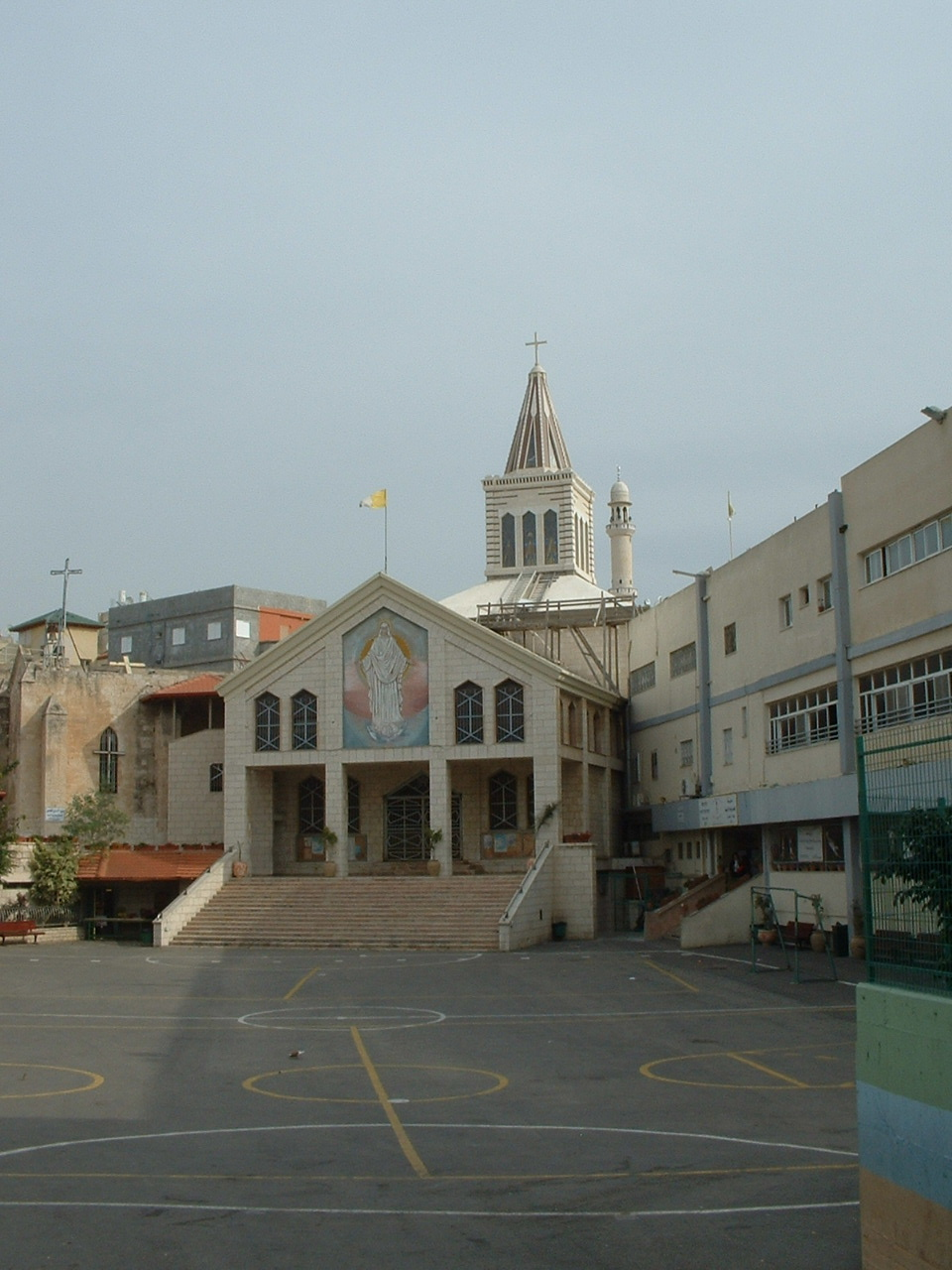
Katolický kostel v Jafa an-Naserija

Jafa an-Naserija navazuje na židovské město Jafija (יפיע) z biblických dob, které zmiňuje například Kniha Jozue 19,12 V době První židovské války bylo toto město jedním z center židovského protiřímského odporu. V obci byly nalezeny pozůstatky synagogy z pozdního římského období.
Jafa an-Naserija byla dobyta izraelskou armádou v rámci Operace Dekel během války za nezávislost v červenci roku 1948. Po dobytí nebyla tato arabská vesnice na rozdíl od mnoha jiných vysídlena a udržela si svůj arabský ráz. V roce 1960 byla povýšena na místní radu (malé město).
V obci fungují čtyři státní základní školy a jedna soukromá křesťanská škola. Obyvatelstvo se z 5 % zabývá zemědělstvím. 60 % pracuje v průmyslu. Zbytek ve službách a obchodu.

## Demografie
Jafa an-Naserija je etnicky zcela arabským městem. Podle údajů z roku 2005 tvořili arabští muslimové 77,4 % a arabští křesťané 22,6 % populace. Jde o středně velké sídlo městského charakteru. K 31. prosinci 2017 zde žilo 18 700 lidí.
| Rok            | 1912 | 1922 | 1931 | 1945  | 1948  | 1955  | 1961  | 1972  | 1980  | 1983  | 1990  | 1993   | 1994   | 1995   | 1996   | 1997   | 1998   | 1999   | 2000   |
| -------------- | ---- | ---- | ---- | ----- | ----- | ----- | ----- | ----- | ----- | ----- | ----- | ------ | ------ | ------ | ------ | ------ | ------ | ------ | ------ |
| Počet obyvatel | 352  | 615  | 833  | 1 070 | 1 578 | 2 000 | 2 500 | 4 900 | 7 000 | 7 400 | 9 900 | 11 000 | 11 400 | 12 300 | 12 700 | 13 100 | 13 600 | 14 000 | 14 500 |

| Rok            | 2001   | 2002   | 2003   | 2004   | 2005   | 2006   | 2007   | 2008   | 2009   | 2010   | 2011   | 2012   | 2013   | 2014   | 2015   | 2016   | 2017   |
| -------------- | ------ | ------ | ------ | ------ | ------ | ------ | ------ | ------ | ------ | ------ | ------ | ------ | ------ | ------ | ------ | ------ | ------ |
| Počet obyvatel | 15 100 | 15 400 | 15 800 | 16 200 | 16 600 | 16 900 | 17 200 | 17 504 | 16 468 | 16 800 | 17 200 | 17 700 | 17 700 | 17 900 | 18 200 | 18 400 | 18 700 |